# 1923 no Brasil
Esta é uma cronologia dos fatos e acontecimentos do ano 1923 no Brasil.

## Incumbentes
- Presidente do Brasil - Artur Bernardes (15 de novembro de 1922 - 15 de novembro de 1926)

## Eventos
- 24 de janeiro: É aprovada a Lei Eloy Chaves, que consolidou a base do sistema previdenciário brasileiro com a criação da Caixa de Aposentadorias e Pensões para os empregados das empresas ferroviárias.
- 23 de março: É encerrada a Exposição Internacional do Centenário da Independência, iniciada em 7 de setembro do ano anterior e realizada no Rio de Janeiro.
- 20 de abril: A Rádio Sociedade do Rio de Janeiro, a primeira emissora de radiofusão do país, é fundada.
- 13 de agosto: É inaugurado o hotel Copacabana Palace no Rio de Janeiro.
- 31 de outubro: É aprovada a Lei Adolfo Gordo para combater a liberdade de imprensa.
- 14 de dezembro: É assinado o Pacto de Pedras Altas, terminado a revolução no Rio Grande do Sul.

## Nascimentos
- 11 de janeiro: Sérgio Porto, escritor (m. 1968).
- 15 de janeiro: Flávio Cavalcanti, jornalista, compositor e apresentador de televisão (m. 1986).
- 19 de abril: Lygia Fagundes Telles, escritora (m. 2022).
- 31 de agosto: Emilinha Borba, cantora e atriz (m. 2005).

## Mortes
- 1 de março: Rui Barbosa, político, escritor, diplomata, advogado e jurista (n. 1849).